# 中原芳煙
中原 芳煙（なかはら ほうえん、1875年（明治8年）6月24日 - 1915年（大正4年）6月20日）は明治・大正時代の日本画家。

## 経歴
島根県邑智郡都賀行村大字潮村（現・美郷町）に、農業と鉄山経営をしていた旧家の当主・源吉郎の次男として生まれた。本名は佐次郎、画号を芳煙という。
幼い頃から絵を好み、那賀郡町村組合立石見学校（現・島根県立浜田高等学校）を卒業後、1896年（明治29年）9月、画家を志して東京美術学校（現・東京藝術大学）に進学、川端玉章に師事した。
日本画本科2学年の時に美術学校生徒成績品展覧会で「秋野鹿図」が一等褒状を受賞した。
師の玉章は芳煙の画風を推賞して惜しまなかったといわれる。1901年（明治34年）に日本画科を首席で卒業。卒業制作「春圃老狐（しゅんぽうろこ）」は、東京藝術大学美術館に収蔵されている。
東京美術学校卒業後、一時母校の島根県立第二中学校（現・島根県立浜田高等学校）に教師として赴任したが、川端の指示で２カ月で退職して東京に戻る。その後1904年（明治37年）に宮内省に奉職し、正倉院の御物整理を担当した。1905年（明治38年）から1910年（明治43年）までは、審美書院で古今諸派の技法を習得し、芳煙の画技は大いに進んだ。再上京の裏には、芳煙の気品と詩情あふれる作風を愛した明治天皇の意向があったと伝えられている。この間、1902年（明治35年）第12回日本絵画協会・第7回日本美術連合絵画供進会に「月下狐鹿」を出品し1等褒状、1903年（明治36年）第五回内国勧業博覧会に「月下三鹿図」、1904年（明治37年）第7回日本画会絵画展覧会に「月下双鹿図」を出品し褒状受賞。1906年（明治39年）第五回審美会で「野猪」が銅牌を受領、同年美術研精会第5回絵画大展覧会に「秋暁」、1907年（明治40年）東京勧業博覧会に「群鹿図」を出品。1909年（明治42年）帝国美術展覧会「群鹿之図」が首席入選、1910年（明治43年）巽画会第10回展「冬暁」が褒状受賞、など例年褒賞を受けた。
明治43年頃には、帝国絵画協会、巽画会、美術研精会に所属し、着々と新進作家としての基礎を築いていった。近親、縁者のためにも画筆を振るい、双鹿・虎図の屏風一双、松樹図・秋草図襖7枚が生家に残されている。
芳煙は特に鹿の絵が高く評価されており、鋭い観察眼と精微な描写は当時の画壇で注目を集めた。さらなる飛躍が期待されたが、患っていた肺結核が悪化。帰省し療養に努めるも、1915年（大正4年）6月20日、不帰の客となった（享年39歳）。同年7月、有志が集い、東京の築地本願寺別院で追悼法会と遺作展が行われた。関東各地から約70名が参列し、大成をまたれた作家39歳の生涯を偲んだ。

## 作品
- 「春圃老狐」（東京美術学校卒業制作）
- 「月下狐鹿」
- 「月下三鹿図」
- 「月下双鹿図」
- 「野猪」
- 「秋暁」
- 「冬暁」
- 「群鹿図」